# Australina
Australina é um género botânico pertencente à família Urticaceae.